# Picassoplatz (Münster)
Der Picassoplatz ist ein Platz im Zentrum von Münster in Westfalen. Er wurde nach Pablo Picasso, dem größten spanischen Maler des 20. Jahrhunderts, benannt.

## Anlage

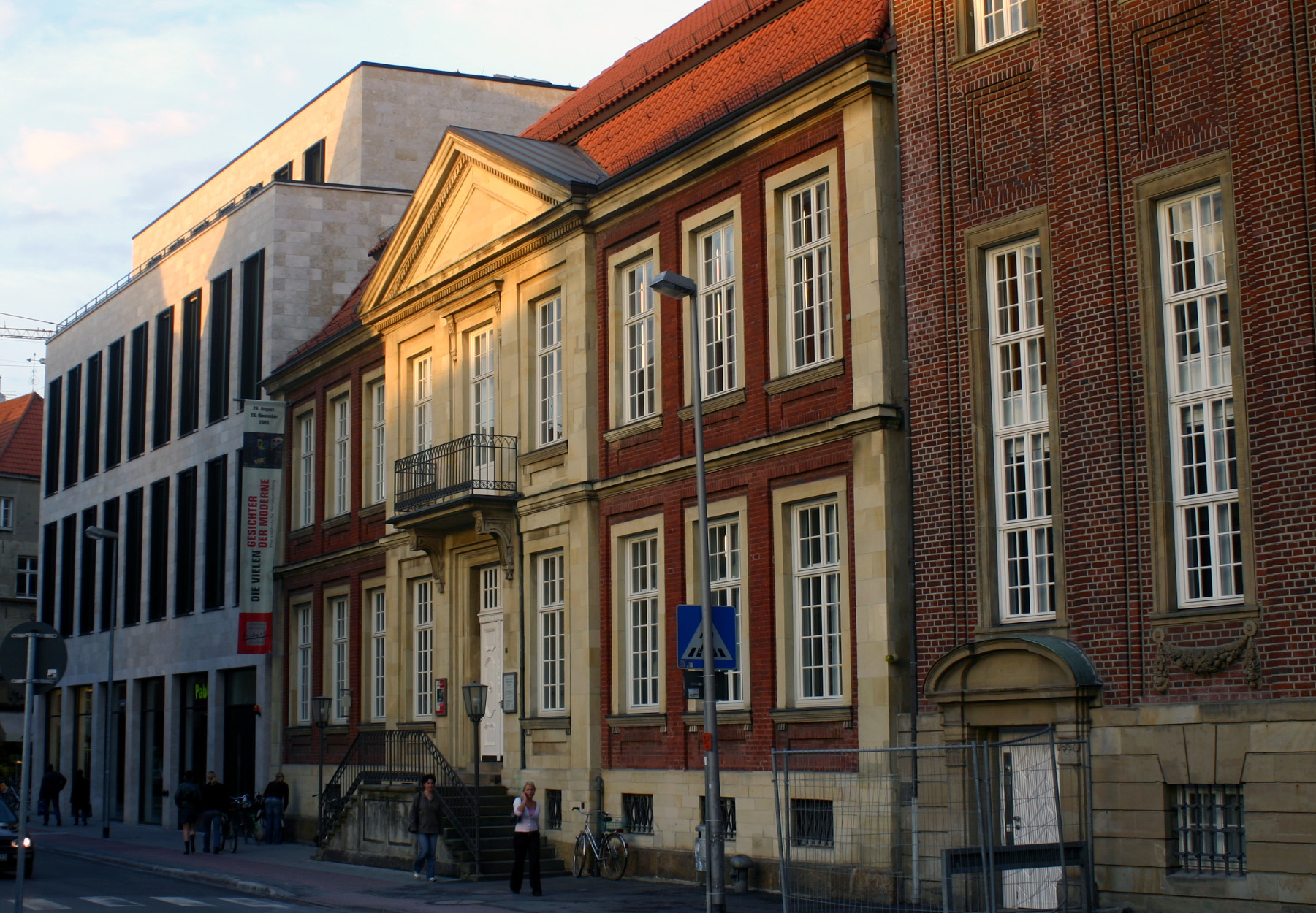
Der Druffelsche Hof mit dem Graphikmuseum Pablo Picasso Münster begrenzt den Platz im Osten

Der Platz selbst befindet sich innerhalb der Altstadt von Münster an der Königstraße direkt gegenüber dem Kunstmuseum Pablo Picasso gelegen, das ihn gleichzeitig auf der östlichen Seite begrenzt. Auf der gegenüberliegenden westlichen Seite findet er eine Begrenzung im Neubau der Westfälischen Vereinsdruckerei, deren Altbau aus dem Jahre 1899 zugleich die nördliche Begrenzung darstellt. Im Süden bildet der Neubau des Kettelerschen Hofes aus dem Jahre 2007 den Abschluss des Platzes.
Bei der Planung zur Gestaltung des Platzes, die im Jahre 2005 begann, wurden im Rahmen einer öffentlichen Umfrage die Wünsche „Grün“ und öffentliche Sitzflächen identifiziert. Problematisch war hingegen, dass zu diesem Zeitpunkt noch unbekannt war, wie die Bebauung rund um den Platz letztendlich aussehen würde. Vor diesem Hintergrund entwarf der Architekt Robert Niess eine Gestaltung, mit der er den ersten Platz beim Landeswettbewerb „Stadt macht Platz – NRW macht Plätze“ belegte.
Zentrales Element und zugleich die Besonderheit des Platzes ist ein überlebensgroßes Konterfei von Pablo Picasso aus Pflastersteinen, das sich ausgehend vom Graphikmuseum quer über die Königstraße und den Platz erstreckt. Für die Pflasterung wurde roter Granit aus Vietnam, Basalt aus der Eifel sowie Betonstein aus Münster selbst verwendet. Sämtliche verwendeten Steine weisen dieselbe Größe von 23,9 × 23,9 cm auf.
Im Gegensatz zur ursprünglich gewünschten Begrünung befindet sich nur ein einzelner Schwarzahorn-Baum als Akzent in der nordwestlichen Ecke des Platzes. Ein intensiverer begrünter Platz befindet sich auf der gegenüberliegenden Seite des Kettelerschen Hofes mit dem Kolpingplatz. Als Sitzmöglichkeiten kommen sogenannte „Pixelchairs“ zum Einsatz: Fest im Boden verankerte, verschiedenfarbige Betonwürfel. Die vom Architekten ursprünglich vorgesehene flexible Bestuhlung wurde wegen Sicherheitsbedenken und der Möglichkeit des einfachen Diebstahls nicht realisiert.

## Kritik
Kritik kam zunächst von Claude Picasso, dem Sohn von Pablo Picasso und zugleich Verwalter von dessen Erbe. Ihm gefiel das ursprünglich vorgesehene Porträt nicht, das sich an Robert Capas Porträtfoto vom 14. Juni 1951 orientiert, so dass eine Überarbeitung des Entwurfs notwendig wurde. Der überarbeitete und letztendlich genehmigte Entwurf zeigt den Künstler im Gegensatz zum ursprünglichen Entwurf nicht mit entblößtem Oberkörper, sondern mit seinem Markenzeichen, einem Ringelpullover.
Mit fortschreitender Fertigstellung der Pflasterung im August 2009 kam zunehmend Kritik aus Seiten der Bevölkerung. So ist das Porträt vom Boden aus praktisch nicht zu erkennen. Erst von einer höheren Position aus, beispielsweise der dritten und für Besucher nicht zugänglichen Etage des Kunstmuseums Pablo Picasso Münster ist es zu erkennen. Laut Aussage des Architekten ist dies jedoch gewollt und die auf den ersten Blick wirre Gestaltung soll geheimnisvoll auf den Betrachter wirken.
Der Bund der Steuerzahler NRW kritisiert daher auch die Ausgaben von ca. 500.000 € für die Gestaltung des Platzes, als Verschwendung von Steuergeldern.